# 钱德鲁·阿帕尔
钱德鲁·阿帕尔（英語：Chandru Appar，1982年7月30日—），印度外交官，现任印度驻日本大阪-神户总领事。

## 经历
1982年7月30日，出生于泰米爾納德邦達拉普拉姆。他擁有大學撥款委員會和印度农业研究理事会的初级研究奖学金。
2009年，加入印度外事服务部，选择僧伽罗语作为必修外语，在印度外交部中歐司開始了他的職業生涯。
他的首個海外任務是於2011年9月至2016年10月在斯里蘭卡科倫坡任职，期間他學習了僧伽羅語並領導了多個重要的發展合作項目，其中包括為受戰爭影響的泰米爾人社區建造5萬間房屋。2016年11月至2019年11月，钱德鲁在悉尼擔任商務代表，致力於加強印度與澳大利亞的貿易關係。
2019年11月至2020年8月期間，他在印度洋地區司擔任处长，為印度的外交活動做出貢獻，並協調COVID-19疫情期間的援助工作。他還在數字外交司短暂担任过处长。2021年2月至2024年6月，查德魯在印度外交與議會事務國務部長V·穆拉里德哈兰辦公室擔任副司长级别官员，協調勒多次國際訪問並監督包括「高韦里行动」在內的多項任務。
2024年8月13日，钱德鲁出任印度駐大阪-神戶總領事。

## 个人生活
妻子阿兰克丽塔（Alankritha）是一名教育工作者，兩人育有一子。